# Селенид иридия(III)
Селенид иридия(III) — бинарное неорганическое соединение
иридия и селена с формулой Ir2Se3,
чёрный аморфный порошок,
не растворяется в воде.

## Получение
- Синтез из чистых веществ:

{\displaystyle {\mathsf {2Ir+3Se\ {\xrightarrow {550-650^{o}C}}\ Ir_{2}Se_{3}}}}
- Пропускание селеноводорода через горячий раствор хлорида иридия(III):

{\displaystyle {\mathsf {2IrCl_{3}+3H_{2}Se\ {\xrightarrow {80^{o}C}}\ Ir_{2}Se_{3}\downarrow +6HCl}}}

## Физические свойства
Селенид иридия(III) образует чёрный аморфный порошок,
не растворяется в воде и кислотах. 
Медленно растворяется в царской водке.